# Суфражистки
Суфражи́стки (от фр. suffrage — избирательное право) — участницы движения за предоставление женщинам избирательных прав. Также суфражистки выступали против дискриминации женщин в целом в политической и экономической жизни. Считали возможным вести борьбу, применяя радикальные акции.
Этот термин относится, в частности, к участницам британского Женского социально-политического союза (WSPU), движения только для женщин, основанного в 1903 году Эммелин Панкхёрст, которое занималось прямыми действиями и гражданским неповиновением. В 1906 году репортёр, обозревающий в Daily Mail, ввёл термин «suffragette», дословно «поборница избирательного права», происходящий от термина «suffragist», означающего сторонника или сторонницу избирательного права, чтобы принизить выступающих за избирательное право женщин. Активистки начали использовать это новое название, даже взяв его для использования в качестве названия газеты, издаваемой WSPU.
К концу XIX века женщины получили право голоса в нескольких странах. В 1893 году Новая Зеландия стала первой самоуправляющейся страной, которая предоставила право голоса всем женщинам старше 21 года. Когда в 1903 году женщины в Британии не получили избирательное право, Панкхёрст решила, что женщины должны «сами приступить к делу». Девизом WSPU стало «дела, а не слова». Суфражистки преследовали политиков, пытались штурмовать парламент, подвергались нападениям и сексуальным домогательствам во время столкновений с полицией, приковывали себя цепями к перилам, разбивали окна, поджигали почтовые ящики и пустые здания, устанавливали бомбы, чтобы нанести ущерб церквям и имуществу, и столкнулись с гневом и насмешками в СМИ. Во время заключения в тюрьме они объявили голодовку, на что правительство ответило их принудительным кормлением. Первой суфражисткой, подвергшейся принудительному кормлению, была Эвалин Хильда Беркитт. Смерть суфражистки Эмили Дэвисон, которая пробежала перед королевской лошадью на гонке в 1913 году, вышла на первые полосы газет во всём мире. Кампания WSPU имела различные уровни поддержки внутри суфражистского движения. Были сформированы отколовшиеся группы, а в самом WSPU не все участницы поддерживали прямые действия.
Кампания суфражисток была приостановлена с началом Первой мировой войны в 1914 году. После войны британский «Акт о народном представительстве 1918 года» дал право голоса женщинам старше 30 лет, которые соответствовали определённым имущественным требованиям. Десять лет спустя женщины получили избирательное право наравне с мужчинами, когда «Акт о народном представительстве 1928 года» предоставил право голоса всем женщинам в возрасте от 21 года.

## История суфражистского движения

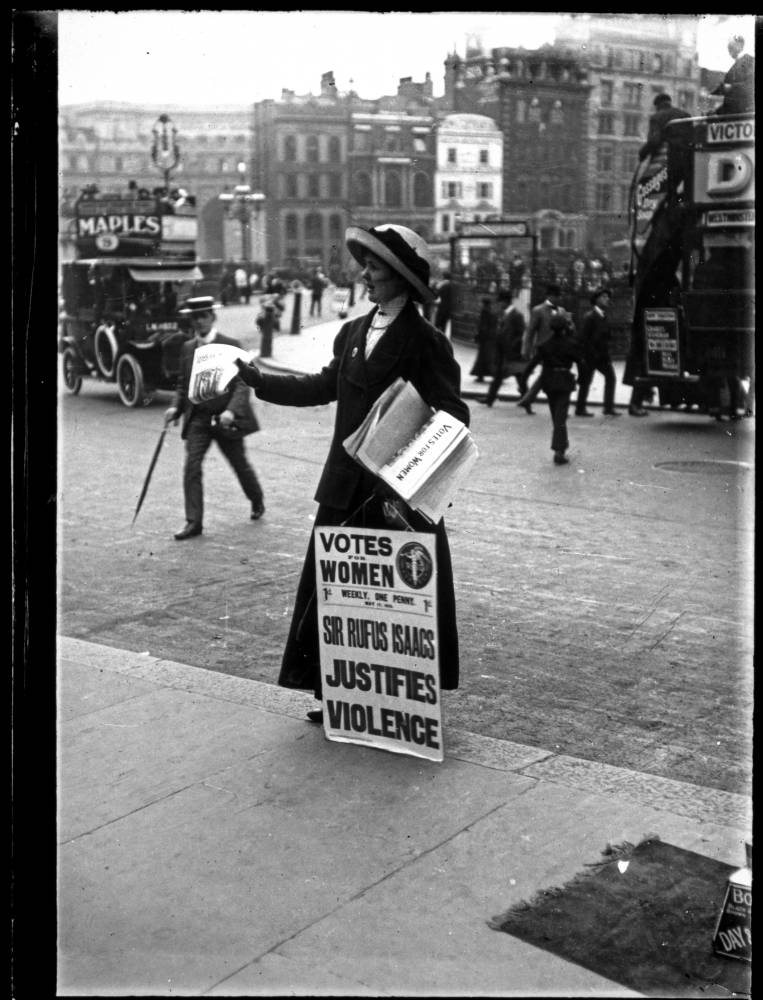
Английская суфражистка в начале XX века

Распространение движение суфражисток получило в конце XIX — начале XX веков, в основном в Великобритании и США. Суфражистки активно применяли ненасильственные методы гражданского неповиновения: приковывали себя к воротам, садились на рельсы, устраивали демонстрации и стояли на улицах с плакатами.
Активистки британского Женского социально-политического союза во главе с Эммелин Панкхерст, помимо проведения митингов и собраний, использовали и нетрадиционные для британской политической культуры методы: били стёкла в правительственных зданиях, поджигали дома политических оппонентов, провоцировали столкновения с полицией, а оказавшись в тюрьме, объявляли голодовку.

## Предоставление избирательного права женщинам
Первыми избирательное право получили жительницы Питкэрна в 1838 году. Из населения независимых ныне стран первыми получили избирательное право 21-летние женщины в Новой Зеландии в 1893 году (тогда Новая Зеландия была частью Британской империи) и в Австралии — в 1902 году. Затем это право получили 18-летние образованные женщины ряда европейских стран (в Российской империи — на территории Великого княжества Финляндского — в 1906 году, в Норвегии — в 1913 году, в Дании и Исландии — в 1915 году). В остальной части Российской империи — 15 апреля 1917 года.

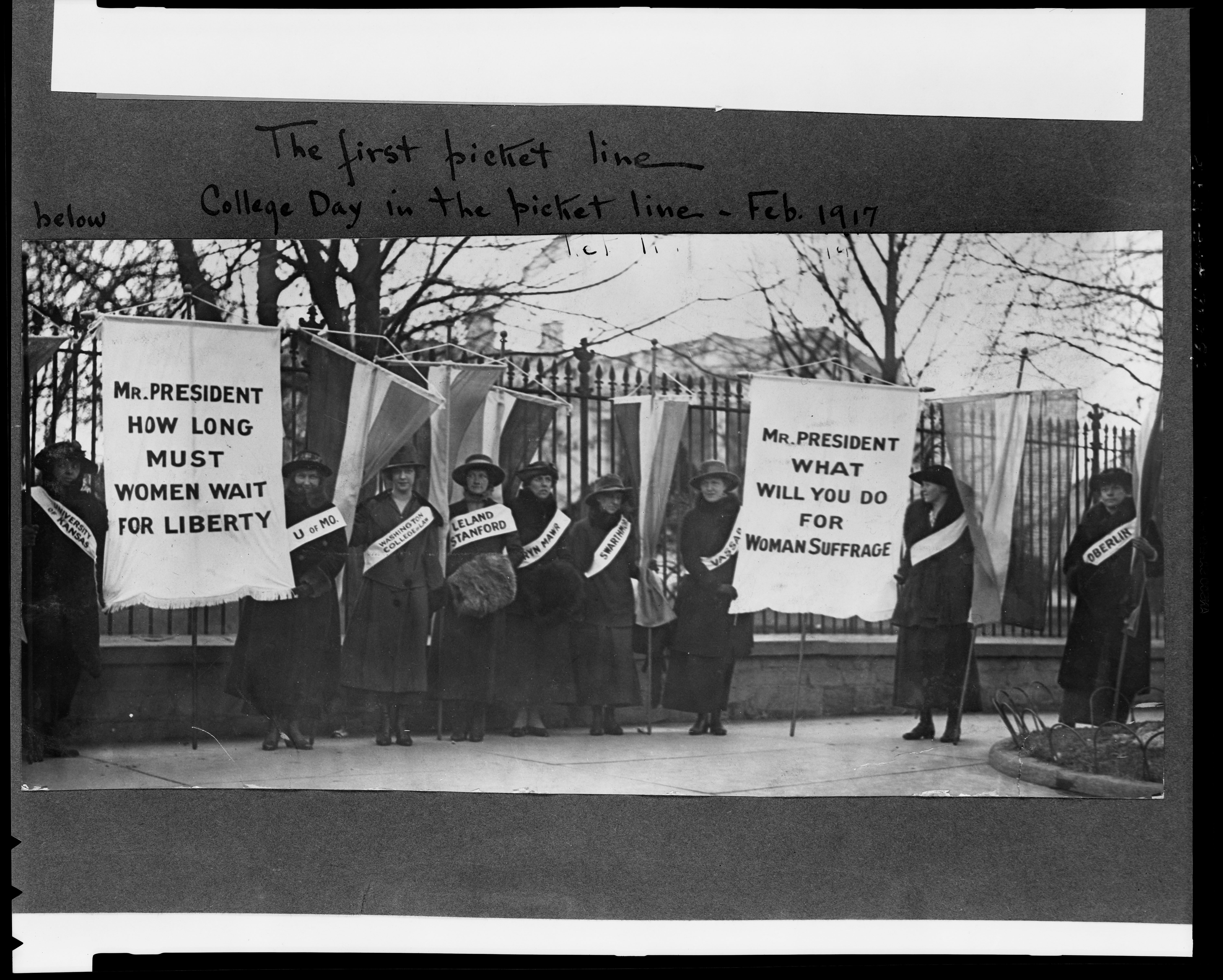
Американские суфражистки пикетируют Белый дом весной 1917 года

В Грузии, Азербайджане, Польше и Канаде (до 1919 года ограниченное, с правом голосовать только за ближайших родственников, находящихся на военной службе) избирательное право женщины получили в 1918 году. В 1919 году права голосовать и быть избранными добились женщины Германии, Нидерландов, Швеции, Люксембурга и Бельгии (только для муниципальных выборов), в 1920 году — всеобщее избирательное право было введено в США, Чехословакии, Австрии и Венгрии, в 1922 году — в Ирландии, в 1928 году — в Великобритании, в 1931 году — в Испании, в 1932 году — в Бразилии, в 1934 году — на Кубе. В 1944 году избирательное право было предоставлено женщинам Франции и Болгарии, в 1945 году — Италии, в 1947 году — Пакистана, Индии и Китая, в 1948 году — Румынии и Бельгии (на национальном уровне), в 1952 году — Греции, в 1962 году — Монако, в 1971 году — Швейцарии, в 1974 году — Португалии, в 1984 году — Лихтенштейна, в 2005 — Кувейта, в 2006 — ОАЭ, в 2008 году — Бутана, в 2011 году — Саудовской Аравии. На сегодняшний день участие в выборах для женщин запрещено только в городе-государстве Ватикан.

## Кампании Женского социально-политического союза (WSPU)
На политическом митинге в Манчестере в 1905 году, Кристабель Панхёрст и работница фабрики Энни Кенни прервали выступление известных либералов, Уинстона Черчилля и сэра Эдварда Грея, вопросом о том, как у них обстоят дела с политическими правами женщин. В то время, на митингах можно было встретить только мужчин, и ожидалось, что ораторы будут любезно излагать свои взгляды, не перебивая друг друга, поэтому аудитория была возмущена. А когда женщины развернули плакат «Голоса за женщин», их обеих арестовали за техническое нападение на полицейского. Когда Панкхёрст и Кенни предстали перед судом, они обе отказались платить штраф, предпочитая сесть в тюрьму, чтобы добиться огласки своего дела.

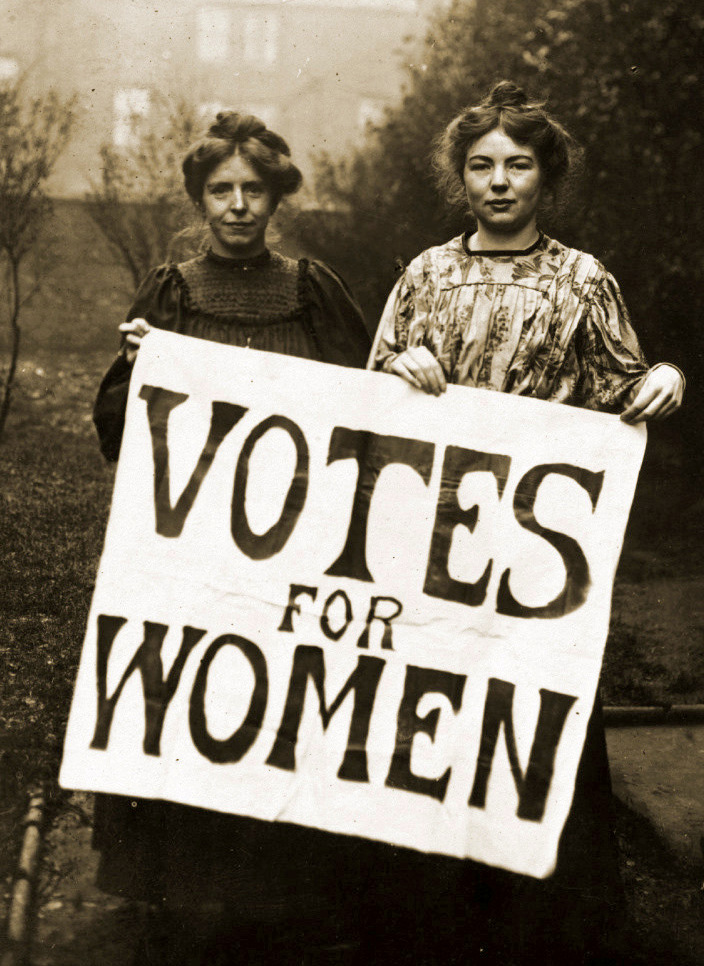
Кенни Энни и Кристабель Панкхёрст, участницы Женского социально-политического союза

В июле 1908 года WSPU организовал большую демонстрацию в Хитон-парке, недалеко от Манчестера, с ораторами, выступающими на 13 отдельных площадках, включая Эммелин, Кристабель и Аделу Панкхёрст. Согласно статье в Manchester Guardian:
«Друзья женского избирательного движения вправе расценивать вчерашнюю демонстрацию в Хитон-парке, организованную Женским общественно-политическим союзом, как своего рода триумф. Благодаря хорошей погоде суфражистки смогли собрать вместе огромное количество людей. Не все они были сторонниками женского избирательного движения, и значительную пользу делу можно было принести, собрав как можно больше людей и обсудив с ними эту тему. Организация, также, была достойна похвалы. Полиции было мало, и её не было заметно. Выступающие на специальной машине [вагончике] подъехали к въезду на Бери-олд-роуд, и полицейские сопроводили их к платформам. После окончания выступления, их проводили обратно к вагончику. Судя по всему, в сопровождении особо не было нужды. Даже противники избирательного права, которые заявляли о себе, были совершенно дружелюбны по отношению к ораторам. Единственной толпой были лишь любопытные — те, кто хотел хорошенько взглянуть на сторонников этого дела».
Суфражистки также использовали другие методы для пропаганды и сбора денег для движения, и с 1909 года ЖСПС продавал настольную игру «Pank-a-Squith». Название произошло от имени Панкхёрст и фамилии премьер-министра Х. Х. Асквита, которого движение в значительной степени ненавидело. Настольная игра была построена по спирали и игроки должны были вести свою суфражистку из дома в парламент, преодолевая препятствия со стороны премьер-министра Х. Х. Асквита и либерального правительства. Также в 1909 году суфражистки Дейзи Соломон и Элспет МакКлелланд попробовали новаторский метод потенциальной встречи с Асквитом, отправив себя курьерской Королевской почтой; однако Даунинг-стрит не приняла посылку.
В 1903 году София Далип Сингх, третья дочь изгнанного Махараджи Далипа Сингха, совершила поездку из своего дома в Лондоне в Индию, чтобы увидеть празднование вступления короля Эдуарда VII на пост императора Индии и была шокирована жестокостью жизни под британским правлением. Вернувшись в Великобританию в 1909 году, Сингх стала ярой сторонницей движения, продавая суфражистские газеты возле своей квартиры во дворце Хэмптон-Корт, отказываясь платить налоги, сражаясь с полицией на протестах и нападая на машину премьер-министра.

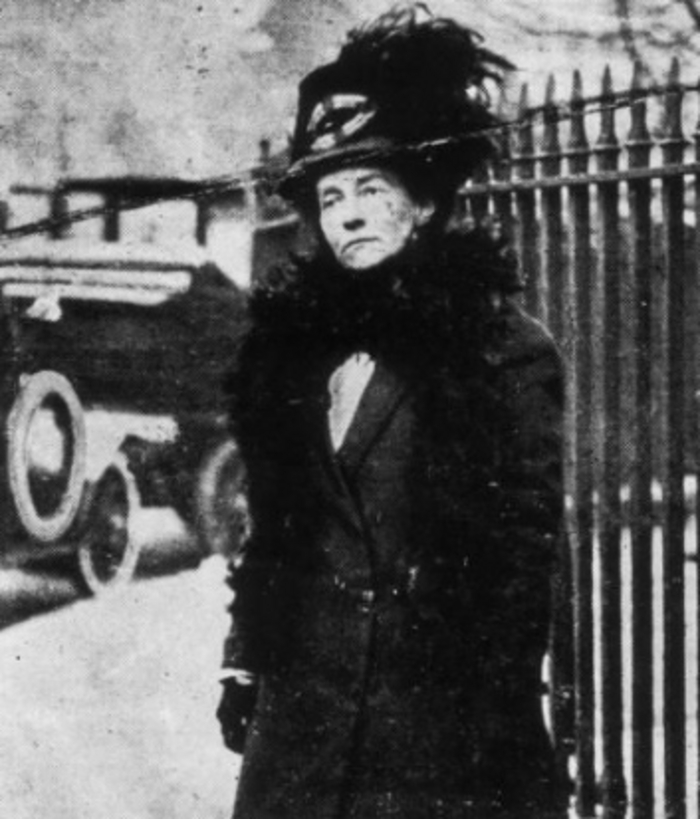
Эмили Дэвисон

1912 год стал поворотным для суфражисток, поскольку они перешли к более агрессивным тактикам и начали кампанию по «разбиванию окон». Некоторые участницы WSPU (Женского социально-политического союза), включая Эммелин Петик-Лоуренс и её мужа Фредерика, были не согласны с этой стратегией, однако Кристабель Панкхёрст проигнорировала их возражения. В ответ на действия суфражисток правительство приказало арестовать лидеров союза и, хотя Кристабель Панкхёрст удалось бежать во Францию, Петик-Лоуренсы были арестованы, преданы суду и приговорены к девяти месяцам тюремного заключения. Когда Петик-Лоуренсов освободили, они начали публично выступать против кампании по «разбиванию окон», утверждая, что из-за неё суфражистки потеряют поддержку, и в конечном итоге они были исключены из союза. Потеряв контроль над газетой «Votes for Women» («Право голоса для женщин»), WSPU начал издавать собственную газету под названием «Суфражистка».
Затем тактика кампании стала ещё более агрессивной: суфражистки приковывали себя цепями к перилам, поджигали содержимое почтовых ящиков, разбивали окна, а со временем начали и взрывать бомбы. Некоторые радикальные приёмы, применявшиеся суфражистками, были переняты ими у российских ссыльных из царской России бежавших в Англию. В 1914 по меньшей мере в семи церквах были произведены поджоги или взрывы по всей территории Соединённого Королевства, включая Вестминстерское аббатство, где взрыв, в результате которого предполагалось уничтожить кресло для коронации возрастом в 700 лет, причинил лишь незначительный ущерб. Места, которые часто посещали богатые люди, как правило — мужчины, также поджигались и разрушались, но в безлюдное время, чтобы риск для жизни людей был минимальным. Разрушались такие места как крикетные павильоны, павильоны для скачек, церкви, замки и дополнительные жилища богачей. Кроме того, суфражистки выжигали лозунг «Право голоса для женщин» на траве полей для гольфа. 19 февраля 1913 года в поместье Пинфолд в графстве Суррей, которое строилось для Канцлера казначейства Дэвида Ллойд Джорджа, взорвалась одна из двух заложенных бомб, причинив значительный ущерб. Сильвия Панкхёрст в своих мемуарах утверждает, что нападение совершила Эмили Дэвисон. За шесть месяцев 1913 года было совершено 250 поджогов или разрушений, а в апреле газеты сообщили о «возможно, самом серьёзном погроме, совершённом суфражистками»:
Полицейские обнаружили внутри ограждения Банка Англии бомбу, которая должна была взорваться в полночь. Она содержала 3 унции мощного взрывчатого вещества, немного металла и несколько шпилек для волос — последний компонент, без сомнения, был нужен для того, чтобы указать на источник намеченной сенсации. Бомба была похожа на ту, что использовалась при попытке взорвать железнодорожную станцию Окстед. В ней находились неумело установленные часы с приспособлением для взрыва. Если бы бомба взорвалась в то время, когда улицы были переполнены, многие люди, вероятно, были бы ранены.
В парламентских документах есть отчёты, которые включают списки «зажигательных устройств», взрывы, уничтожение предметов искусства (включая нападение с топором на портрет Герцога Веллингтона в Лондонской национальной галерее), поджоги, разбитые окна, сжигание почтовых ящиков и перерезание кабелей телеграфа, которые происходили в наиболее воинственное время — с 1910 по 1914 годы. И суфражистки, и полиция говорили о «царстве террора»; заголовки газет ссылались на «Суфражистский терроризм».
Одна суфражистка, Эмили Дэвисон, погибла на дерби в Эпсоме под конём короля 4 июня 1913 года. Доподлинно неизвестно, пыталась ли она остановить коня, прикрепить к коню знамя суфражисток или совершить самоубийство, чтобы стать мученицей за идею. Тем не менее, недавний анализ фильма о происшествии предполагает, что Дэвисон всё же пыталась прикрепить знамя к лошади, и теория самоубийства кажется маловероятной, поскольку у неё был обратный билет на поезд из Эпсома, и в ближайшее время она планировала отпуск со своей сестрой.

### Лишение свободы
В начале 20 века и до начала Первой мировой войны примерно одна тысяча суфражисток была подвергнута тюремному заключению в Британии. Наиболее ранние случаи заключения под стражу происходили за нарушение общественного порядка и неуплату штрафов. Во время заключения суфражистки отстаивали право считаться политзаключёнными; имея статус политзаключённых, суфражистки попали бы в Первое Подразделение тюремной системы, где, в отличие от Второго и Третьего Подразделений, им были бы предоставлены определённые свободы и привилегии, например, регулярное посещение и разрешение на написание книг и статей. Из-за отсутствия согласованности между судами, суфражисткам не всегда удавалось попасть в Первое Подразделение, они регулярно попадали во Второе или Третье Подразделение, довольствуясь немногочисленными правами.
Этим вопросом занялся Женский общественно-политический союз (WSPU), крупная организация в Британии, которая боролась за избирательное право женщин во главе с суфражисткой Эммелин Панкхёрст. Женский общественно-политический союз провёл кампанию за признание лишённых свободы суфражисток политическими заключёнными. Однако эта кампания во многом не была успешной. Ссылаясь на опасения, что признание суфражисток политзаключёнными будет способствовать облегчению их наказания, и мнение судов, и Министерства внутренних дел о том, что они злоупотребляли свободами Первого отделения для продвижения повестки Женского общественно-политического союза, суфражисток помещали во Второе, а в некоторых случаях и в Третье Подразделение тюрем без каких-либо особых условий и привилегий.

### Голодовки и насильственное кормление

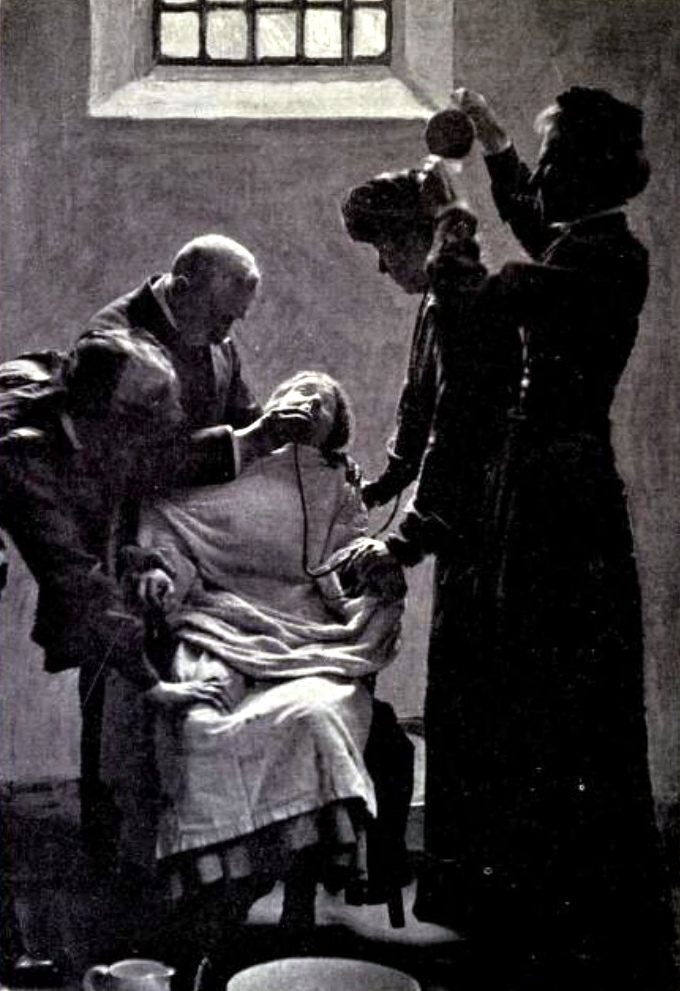
Насильственное кормление суфражистки

Суфражистки не признавали себя политическими заключёнными, и поэтому многие из них принимали участие в голодовках, как только их помещали в тюрьму. Первой женщиной, отказавшейся от еды, была Марион Уоллес Данлоп, воинственная суфражистка, которая была приговорена к месяцу отбывания срока в «Holloway» за вандализм в июле 1909 года. Без консультации с лидерами суфражисток, такими как Панкхёрст, Данлоп отказалась от еды в знак протеста против статуса политзаключённой. Она боялась, что после 92-часовой голодовки будет подвержена мучениям, но министр внутренних дел Герберт Глэдстоун решил освободить её по медицинским показаниям. Стратегии Данлоп последовали и другие суфражистки, которые были под тюремным арестом. Для суфражисток стало обычным делом отказываться от еды в знак протеста, чтобы им не присваивали статусы политических заключённых, в результате они освобождались через несколько дней, после чего могли вернуться на «боевую линию» (англ. «fighting line»).
После публичной реакции в отношении тюремного статуса суфражисток правила отделов были изменены. В марте 1910 года министр внутренних дел Уинстон Черчилль ввёл закон «243A», который разрешал заключённым, находящимся во втором и третьем отделениях, получать определённые «привилегии». В первом отделении привилегии получались при условии, что заключённые суфражистки не были осуждены за тяжкое преступление, тем самым это фактически привело к прекращению голодовок в течение ближайших двух лет. Голодовки начались снова, когда Панкхёрст была переведена из второго в первое отделение, провоцируя других суфражисток продемонстрировать свой тюремный статус.

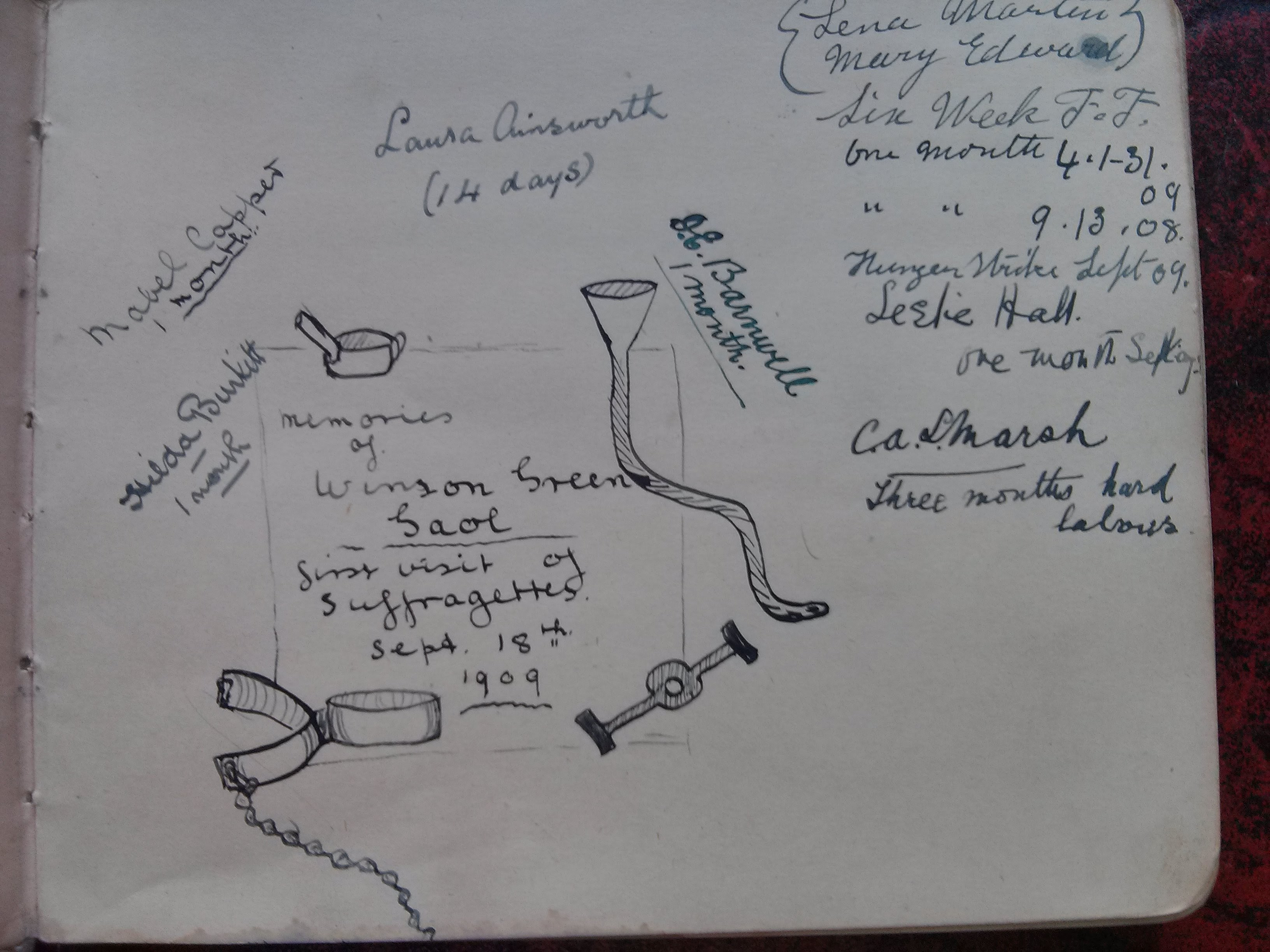
Воспоминания Уинсона Грина Гаола 18 сентября 1909 года; иллюстрация из записей Мейбл Кэппер о заключённом ВГПУ

Воинственные демонстрации суфражисток впоследствии стали более агрессивными, и британское правительство приняло меры. Не желая освобождать всех суфражисток, отказывающихся от пищи в тюрьме осенью 1909 года, власти начали принимать более решительные меры по борьбе с голодовками. В сентябре 1909 года министерство внутренних дел запретило отпускать голодных суфражисток на свободу до отбытия срока. Суфражистки стали обузой, потому что если они умирали, находясь под заключением, то тюрьма несла ответственность за их смерть. Тюрьмы начали практиковать принудительное кормление голодающих через трубку, чаще всего через ноздрю, желудочную трубку или желудочный насос. Ранее в Великобритании практиковалось принудительное кормление, но оно использовалось исключительно для пациентов в больницах, которые настолько плохо себя чувствовали, что не могли есть, в том числе глотать пищу. Несмотря на то, что практикующие врачи считают это безопасным для больных пациентов, это служит большим рядом проблем со здоровьем для здоровых суфражисток.
Процесс кормления через трубку был тяжёлым, проводился он без согласия голодающих, которые, как правило, были пристёгнуты и подвергнуты принудительному кормлению через желудок или ноздрю, часто насильственно. Процесс был болезненным, и после того, как несколько врачей занялись исследованием этой практики, оказалось, что данный вид кормления причиняет не только кратковременное повреждение системы кровообращения, пищеварительной системы и нервной системы, но и долговременные повреждения физического и психического здоровья суфражисток. У некоторых суфражисток, которых принудительно кормили, развился плеврит или пневмония из-за трубки, через которую их насильственно кормили. Женщины, которые устраивали голодовку в тюрьме, после освобождения получили «Медаль за голодовку» (англ. «a Hunger Strike Medal from the WSPU»).

### Законодательство

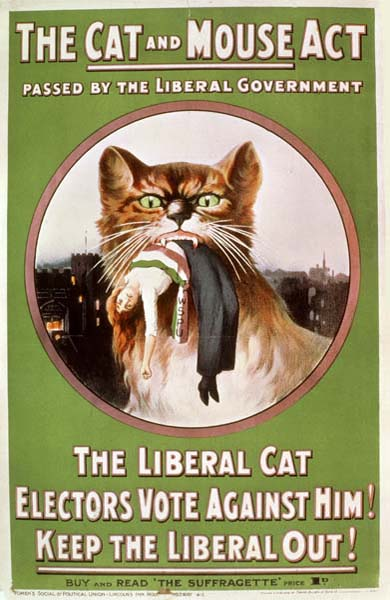
«Закон кошки и мышки», постер WSPU (1914)

В апреле 1913 года Реджинальд Маккенна из Министерства внутренних дел принял Закон об узниках (о временном освобождении из-за ухудшающегося здоровья), который стал широко известен как «Закон кошки и мышки». Закон легализовал голодовки, освобождая суфражеток, когда их здоровье было под угрозой, чтобы снова заточить их, когда их здоровье шло на поправку. Этот закон позволил правительству Великобритании избавиться от любых обвинений, которые бы вызвали смерти от голодовок, и гарантировали, что суфражетки будут слишком больными и слабыми, чтобы участвовать в демонстрациях, пока они пребывали на свободе. Большинство женщин продолжали голодовку после повторного помещения в тюрьму. После принятия этого закона принудительное кормление было в целом приостановлено и лишь женщины, которые были обвинены в более серьёзных преступлениях и могли повторить их после освобождения, получали принудительное кормление.

### Охранницы
В начале 1913 года в ответ на «Закон кошки и мышки», WSPU основали секретное общество женщин, известное как «Охранницы», роль которых была физически защищать Эммелин Панкхёрст и других выдающихся суфражеток от ареста и нападений. Известные участницы общества: Кэтрин Уиллоуби Маршалл, Леонора Коэн и Гертруда Хардинг, Эдит Маргарет Гарруд была их тренером джиуджитсу.
Начало «Охранниц» отслеживается на встрече WSPU, где выступила с речью Гарруд. Поскольку суфражетки, выступающие публично, рисковали стать мишенью жестокости и нападений, изучение джиуджитсу было способом для женщин защититься от провокаторов. В числе провокационных инцидентов была «Чёрная пятница», во время которой полиция физически не позволяла депутации из 300 суфражисток войти в Палату общин, что почти вызвало беспорядки и обвинения в обычных и сексуальных домогательствах.
Члены «Охранниц» организовали «побеги» ряда беглых суфражисток от полицейского надзора в 1913 и начале 1914 годов. Они также участвовали в нескольких актах насилия против полиции для защиты своих лидеров, в частности, в «Битве при Глазго» 9 марта 1914 года, когда группа из 30 охранниц вступила в драку с примерно 50 полицейскими констеблями и детективами на сцене Андреевского зала в Глазго. Свидетелями драки стали около 4500 человек.

## Первая мировая война
С началом Первой мировой войны британские суфражистки отошли от собственного активизма и сконцентрировались на нуждах войны. Голодные забастовки по большей части прекратились В августе 1914 года Британское правительство освободило по амнистии всех заключённых суфражисток, а Эммелин Панкхёрст вскоре после этого прекратила силовые суфражистские акции. Участие суфражисток в войне улучшило их имидж в глазах общественности и способствовало частичному предоставлению избирательных прав женщинам в 1918 году.
Женщины охотно брали на себя многие традиционно мужские роли, что сформировало новое представление о женских способностях. Также война привела к расколу британского суфражистского движения. Основное движение, представленное WSPU под руководством Эммелин и Кристабель Панкхёрст, призывало прекратить активные действия на время войны. Более радикальная ветвь суфражисток во главе с Женской Суфражистской Федерацией под предводительством Сильвии Панкхёрст продолжала борьбу.

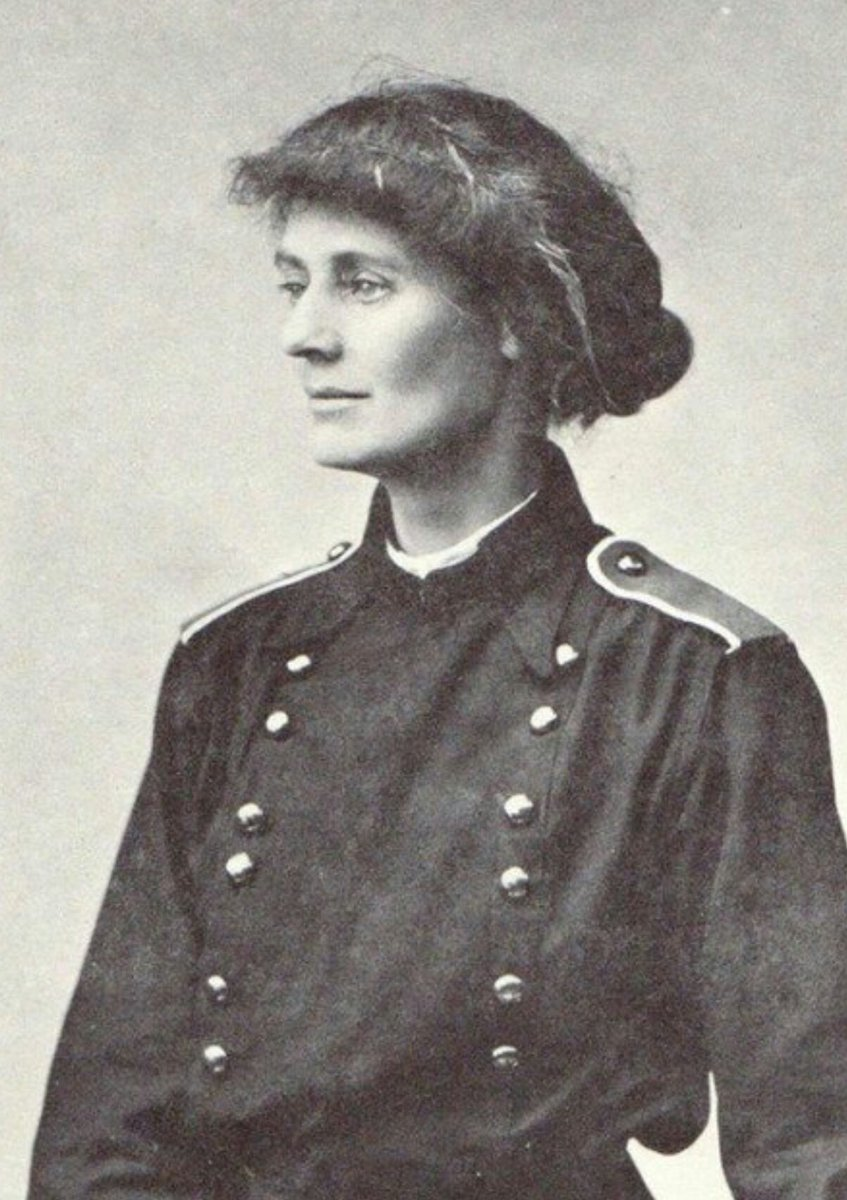
Графиня Маркевич (1868—1927)

Национальное объединение Женских Суфражистских Обществ, которое всегда выступало за конституционные методы борьбы, во время военных лет не прекращало лоббировать свои позиции и достигло компромиссов с коалиционным правительством. 6 февраля 1918 года был подписан Закон о народном представительстве, который наделял избирательным правом всех мужчин старше 21 года и женщин старше 30 лет, соответствующих минимальным требованиям относительно имущества, что дало право голоса приблизительно 8,4 миллионам женщин. В ноябре 1918 года был подписан закон, который разрешал женщинам быть избранными в Парламент. Закон о народном представительстве 1928 года дал право голоса всем женщинам старше 21 года, предоставив тем самым женщинам такие же права, какие мужчины получили на десять лет раньше.

## Всеобщие выборы 1918 года, женщины в Парламенте
Всеобщие выборы 1918 года — первые после принятия Акта о народном представительстве 1918 года, также были первыми, на которых некоторые женщины (владелицы собственности старше 30 лет) могли голосовать, а также баллотироваться в парламент согласно Парламентскому акту 1918 года. На этих выборах первой женщиной, избранной в депутаты, была Констанция Маркевич, но, в соответствии с политикой абсентеизма своей партии, Шинн Фейн, она отказалась занять своё место в британской палате общин. Первой женщиной, сделавшей это, была Нэнси Астор, виконтесса Астор, после дополнительных выборов в ноябре 1919 года.

## Последствия

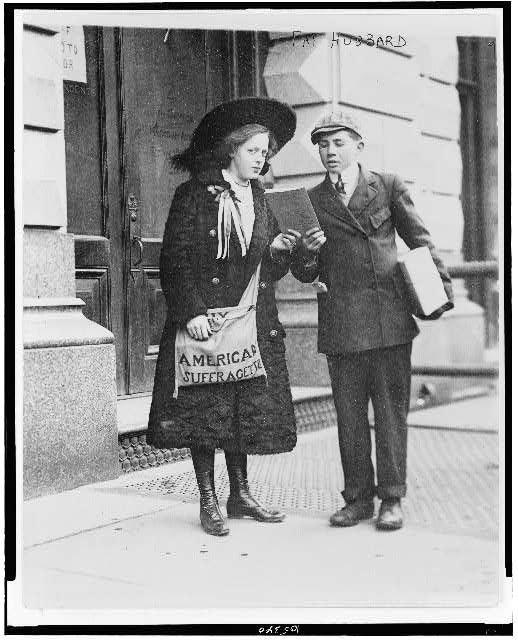
19-летняя Фей Хаббард продаёт газеты суфражеток в Нью-Йорке, 1910

Осенью 1913 года Эммелин Панкхерст отправилась в США, чтобы предпринять тур с лекциями и предать гласности послание WSPU, а также собрать деньги на лечение своего тяжело больного сына Гарри. К этому времени тактика гражданских беспорядков суфражисток использовалась американскими активистками Элис Пол и Люси Бернс, которые обе вели кампанию с WSPU в Лондоне. Как и в Великобритании, избирательное движение в Америке было разделено на две разрозненные группы: Национальная ассоциация избирательного права женщин Америки, представляющая более воинственную кампанию, и Международный альянс избирательного права женщин, занявший более осторожный и прагматичный подход. Несмотря на то, что общественное внимание, которое сопровождало визит Панкхёрст и воинственные методы, которые использовали её последовательницы, дали долгожданный импульс кампании, большинство женщин в США предпочли более уважаемый ярлык «суфражистка» титулу «суфражетка», которое использовали воинственно настроенные активистки.
Многие суфражистки в то время и некоторые историки после этого утверждали, что действия воинствующих суфражисток нанесли ущерб их делу. Противники в то время усмотрели в их действиях доказательства того, что женщины слишком эмоциональны и не могут мыслить так же логично, как мужчины. В целом историки считают, что первый этап воинствующего суфражистского движения при Панкхёрст в 1906 году оказал драматический мобилизационный эффект на избирательное движение. Женщины были в восторге от уличного восстания и поддержали его. Членство в воинствующем WSPU и более старом NUWSS частично совпадали и поддерживали друг друга. Однако, по мнению Энсора, система публичности должна была и дальше развиваться, чтобы оставаться на виду в СМИ. Голодовки и насильственное кормление сделали это, но Панкхёрст отказались от любых советов и усилили свою тактику. Они обратились к систематическому срыву собраний Либеральной партии, а также к физическому насилию в виде разрушения общественных зданий и поджогов. Сирл говорит, что методы суфражисток нанесли вред Либеральной партии, но не смогли продвинуть избирательное право женщин. Когда Панкхёрст решили отказаться от противостояния в начале войны и с энтузиазмом поддержали военные действия, движение раскололось, и их руководящая роль подошла к концу. Избирательное право появилось четыре года спустя, но феминистское движение в Великобритании навсегда отказалось от воинственной тактики, которая прославила суфражисток.
После смерти Эммелин Панкхерст в 1928 году были собраны деньги на производство статуи, а 6 марта 1930 года статуя была официально открыта в саду Виктории Тауэр. На презентации мемориала премьер-министром Стэнли Болдуином присутствовали радикалки, бывшие суфражистки и национальные высокопоставленные лица. В своём обращении Болдуин заявил: «Не опасаясь противоречий, я говорю, что, какой бы точки зрения ни придерживались потомки, миссис Панкхёрст заняла для себя нишу в Храме славы, и это будет длиться вечность». В 1929 году портрет Эммелин Панкхёрст был добавлен в собрание Национальной портретной галереи. В 1987 году в её бывшем доме на Нельсон-стрит 62 в Манчестере, где был основан WSPU, и на прилегающей к нему вилле в эдвардианском стиле (№ 60) был открыт Центр Панкхёрст, пространство только для женщин и музей, посвящённый движению суфражисток. Кристабель Панкхёрст была назначена главнокомандующим Ордена Британской империи в 1936 году, а после её смерти в 1958 году рядом со статуей её матери ей был установлен вечный мемориал. Мемориал Кристабель Панкхёрст состоит из невысокого каменного экрана, примыкающего к статуе её матери, с бронзовой табличкой с медальоном, изображающей её профиль, на одном конце экрана в паре со второй табличкой с изображением «тюремной броши» или «значка» WSPU на другом конец. Открытие этого двойного мемориала было совершено 13 июля 1959 года лорд-канцлером лордом Килмуром.
В 1903 году австралийская суфражистка Вида Гольдштейн использовала цвета WSPU для своей кампании в Сенат в 1910 году, но немного ошиблась, так как она думала, цвета суфражисток были фиолетовый, зелёный и лавандовый. Гольдштейн посетила Англию в 1911 году по указанию WSPU. Её выступления по всей стране собирали огромные толпы, а её тур рекламировался как «самое большое событие, которое когда-либо происходило в женском движении в Англии». Правильные цвета использовались для её кампании за Койонг в 1913 году, а также для флага Женской армии мира, которую она установила во время Первой мировой войны, чтобы выступить против военного призыва. Во время Международного года женщин в 1975 году сериал BBC «Плечом к плечу» о суфражистках транслировался по всей Австралии, и Элизабет Рид, советник премьер-министра Гоф Уитлэм по делам женщин, распорядилась, чтобы цвета WSPU использовались в качестве символа для Международного женского года. Они также использовались для конверта первого дня и почтовой марки, выпущенной австралийской почтой в марте 1975 года. С тех пор цвета были приняты государственными органами (Национальный консультативный совет женщин), организациями (женское избирательное лобби), и другими женскими службами (убежище от домашнего насилия) и появляются в качестве символа ежегодно в Международный женский день.
Зелёный и пурпурный цвета были использованы в новом гербе Университета Эдж-Хилл в Ланкашире в 2006 году, что символизирует раннюю приверженность университета равенству женщин, поскольку он создавался как женский колледж.
В течение 1960-х годов память о суфражистках сохранялась в общественном сознании благодаря изображениям в фильмах. Например, персонаж миссис Уинифред Бэнкс в музыкальном фильме Диснея 1964 года, «Мэри Поппинс», которая поёт песню «Sister Suffragette»(«Сестра суфражистка») и Мэгги Дюбуа в фильме 1965 года «Большие гонки». В 1974 году по всему миру был показан сериал BBC «Плечом к плечу», в котором рассказывалось о событиях британского воинствующего избирательного движения с акцентом на жизни членов семьи Панкхёрст. А в 21 веке история суфражисток была доведена до нового поколения в телесериале BBC «Up the Women», трилогии графического романа «Суффраджитсу: амазонки миссис Панкхёрст» 2015 года и фильме 2015 года «Суфражистка».
В феврале 2019 года женщины среди демократических депутатов Конгресса США во время выступления президента Трампа о положении страны были одеты преимущественно в белое. Выбор одного из цветов, связанных с суфражистками, обозначал женскую солидарность.